# 单发枪械

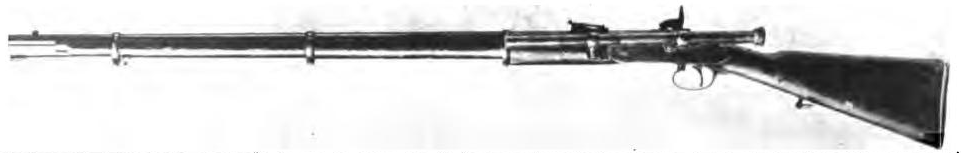
前膛装弹的惠特沃斯步枪，世界上第一款真正意义上的狙击步枪

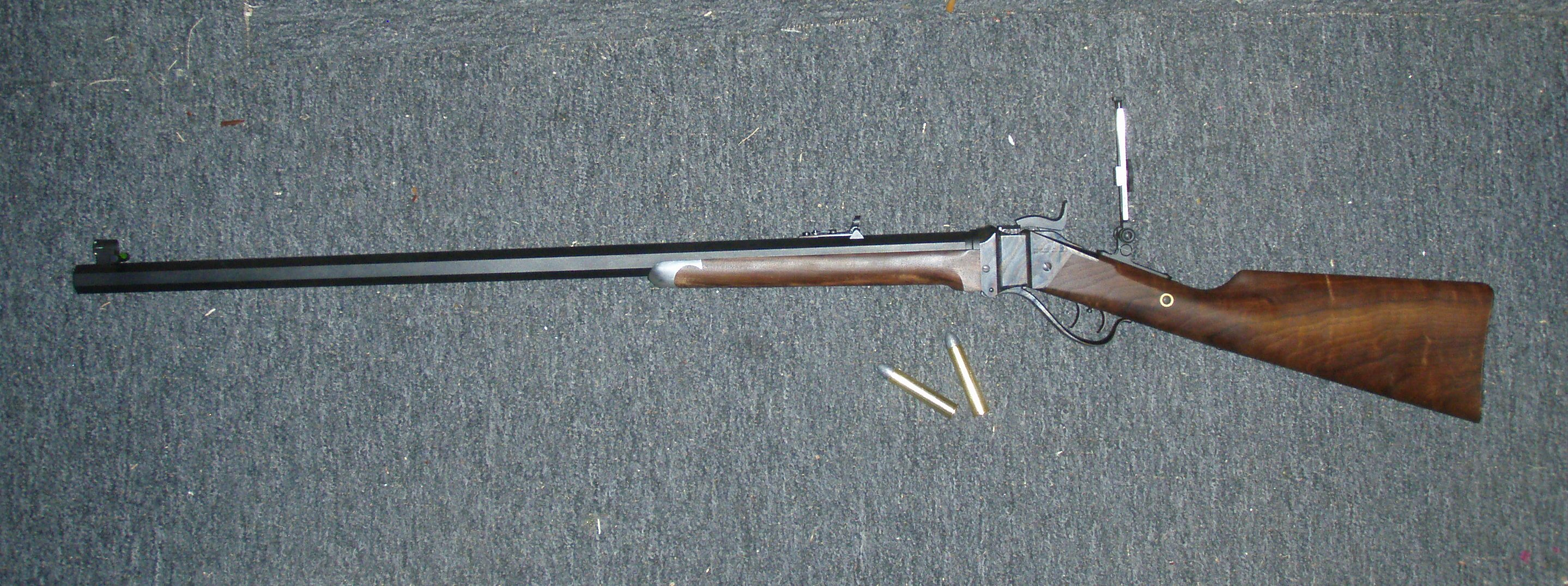
1874年型号的夏普斯单发步枪

单发枪械（single-shot firearm）泛指任何内部只能装填一发弹药、因此每次射击后都必须手动装弹的（主要指火器类）枪械。与装弹后可以多次射击的连发枪械相比，单发枪械的结构简单可靠，除了扳机和击锤/击针外几乎没有移动部件，因此也不需要较大的机匣来容纳活动枪机，可以节约枪体长度让给更长的枪管，但射击速度和火力密度也远远不如连发枪械。
火器在12世纪被中国人发明后很长时机都是单发的前装枪（比如手铳和钩铳），在17世纪多管排发火器（比如三眼铳）开始出现，19世纪中期才开始出现单发后膛枪（比如德莱赛针发枪和夏普斯步枪）和手动连发枪械（转轮手枪和杆动步枪）。这也就是说，历史上出现过的绝大部分枪械型号其实都是单发枪械。因为单兵射速的匮乏，单发枪械必须依赖密集阵形的线式作战进行排射才能够保持火力的压制性，而且一旦进入近战就必须要时刻准备放弃射击进行刺刀冲锋，因此在19世纪下半叶开始被使用定装弹药的连发后膛枪全面取代。到了现今，单发枪械已经完全退出军用舞台，只存在于民用狩猎、竞赛以及隐蔽自卫手枪和简易枪支等少数应用情况中。